# Thyrosticta minuta
Thyrosticta minuta is een vlinder uit de familie spinneruilen (Erebidae), onderfamilie beervlinders (Arctiinae). De wetenschappelijke naam van de soort is voor het eerst geldig gepubliceerd in 1833 door Boisduval.
Deze nachtvlinder komt voor in tropisch Afrika.